# カリフォルニア湾の島々と自然保護区群
カリフォルニア湾の島々と自然保護区群（カリフォルニアわんのしまじまとしぜんほごくぐん）は、国際連合教育科学文化機関 (UNESCO) の世界遺産リスト登録物件で、その名が示すように、メキシコのコロラド川のデルタ地帯から南東方向のバハ・カリフォルニア半島の先端まで広がる長さ270 kmのカリフォルニア湾にある244の島々や海域に設定された保護区群を対象とする自然遺産である。美しい自然環境の中で、独特の生態系が育まれていることなどが評価された。登録されている面積の7割以上が海域である。

## 登録経緯
この物件が推薦されたのは2004年のことである。世界遺産委員会の自然遺産部門の諮問機関である国際自然保護連合 (IUCN) は、2005年に「登録」を勧告し、その年の第29回世界遺産委員会で正式登録が決議され、メキシコの25件目の世界遺産（自然遺産としては3件目）となった。
その後、第31回世界遺産委員会（2007年）と第35回世界遺産委員会（2011年）には「軽微な変更」(monor modification) が行われ、世界遺産の登録範囲は順次拡大した。

### 登録名
世界遺産としての正式登録名は、英語: Islands and Protected Areas of the Gulf of California および フランス語: Îles et aires protégées du Golfe de Californieである。その日本語訳は資料によって以下のような違いがある。
- カリフォルニア湾の島々と自然保護区群 - 世界遺産アカデミー[5]
- カリフォルニア湾の島々と自然保護区 – 世界遺産なるほど地図帳[6]
- カリフォルニア湾の島々と保護地域群 - 日本ユネスコ協会連盟[7]
- カリフォルニア湾の島々と保護地域 – 日高健一郎[8]ほか[9]
- カリフォルニア湾の島々と保護区域群 - 谷治正孝[10]
- カリフォルニア湾の諸島と保護地域 - 古田陽久・古田真美[11]

## 構成資産
この世界遺産を構成するのは、以下の12件である。
| ID          | 名称                                                             | 所在地                                                                     | 面積（単位 : ha） （下段は緩衝地帯） | IUCN カテゴリー | 備考 | 登録年 |
| ----------- | ---------------------------------------------------------------- | -------------------------------------------------------------------------- | ------------------------------------ | --------------- | --- | ------ |
| 1182-001    | カリフォルニア湾の島々                                           | バハ・カリフォルニア州、バハ・カリフォルニア・スル州、ソノラ州、シナロア州 | 358,000                              | VI              | 1995年にユネスコの生物圏保護区に指定されたが、2020年に登録が撤回された。ラサ島は2006年より、インフィエルニージョ海峡は2009年よりラムサール条約登録地。                                                                           | 2005年 |
| 1182-001    | Islands of the Gulf of California                                | バハ・カリフォルニア州、バハ・カリフォルニア・スル州、ソノラ州、シナロア州 | ――                                   | VI              | 1995年にユネスコの生物圏保護区に指定されたが、2020年に登録が撤回された。ラサ島は2006年より、インフィエルニージョ海峡は2009年よりラムサール条約登録地。                                                                           |        |
| 1182-002    | カリフォルニア湾奥 - コロラド川三角州（海域）                    | バハ・カリフォルニア州、ソノラ州                                           | 86,638                               | VI              | コロラド川の三角州を含む。1993年にアダイル湾一帯はエル・ピナカテ・イ・グラン・デシエルト・デ・アルタル生物圏保護区と共にユネスコの生物圏保護区に指定された。アダイル湾は2009年、サン・ホルヘ湾は2010年よりラムサール条約登録地。 |        |
| 1182-002    | Upper Gulf of California - Colorado River Delta (marine portion) | バハ・カリフォルニア州、ソノラ州                                           | 454,591                              | VI              | コロラド川の三角州を含む。1993年にアダイル湾一帯はエル・ピナカテ・イ・グラン・デシエルト・デ・アルタル生物圏保護区と共にユネスコの生物圏保護区に指定された。アダイル湾は2009年、サン・ホルヘ湾は2010年よりラムサール条約登録地。 |        |
| 1182-003    | サン・ペドロ・マルティル島                                       | ソノラ州                                                                   | 1,111                                | VI              | 2004年よりラムサール条約登録地。 |        |
| 1182-003    | Isla San Pedro Martir                                            | ソノラ州                                                                   | 29,054                               | VI              | 2004年よりラムサール条約登録地。 |        |
| 1182-004    | エル・ビスカイノ（カリフォルニア湾の海洋・沿岸地帯）             | バハ・カリフォルニア・スル州                                               | 49,451                               | VI              | 1993年にユネスコの生物圏保護区に指定された。オホ・デ・リエブレ湖とサン・イグナシオ湖の2つの潟湖は2004年にラムサール条約登録地となった。                                                                                          |        |
| 1182-004    | El Vizcaíno (marine and coastal belt in the Gulf of California)  | バハ・カリフォルニア・スル州                                               | ――                                   | VI              | 1993年にユネスコの生物圏保護区に指定された。オホ・デ・リエブレ湖とサン・イグナシオ湖の2つの潟湖は2004年にラムサール条約登録地となった。                                                                                          |        |
| 1182-005    | ロレト湾                                                         | バハ・カリフォルニア・スル州                                               | 206,581                              | II              | 2004年よりラムサール条約登録地。 |        |
| 1182-005    | Bahía de Loreto                                                  | バハ・カリフォルニア・スル州                                               | ――                                   | II              | 2004年よりラムサール条約登録地。 |        |
| 1182-006    | プルモ岬                                                         | バハ・カリフォルニア・スル州                                               | 7,111                                | II              | 2008年よりラムサール条約登録地。一帯のサンゴ礁はカリフォルニア湾と東太平洋で最も重要なサンゴ礁の1つである。 |        |
| 1182-006    | Cabo Pulmo                                                       | バハ・カリフォルニア・スル州                                               | ――                                   | II              | 2008年よりラムサール条約登録地。一帯のサンゴ礁はカリフォルニア湾と東太平洋で最も重要なサンゴ礁の1つである。 |        |
| 1182-007    | サン・ルカス岬                                                   | バハ・カリフォルニア・スル州                                               | 3,996                                | VI              | |        |
| 1182-007    | Cabo San Lucas                                                   | バハ・カリフォルニア・スル州                                               | ――                                   | VI              | |        |
| 1182-008    | マリアス諸島                                                     | ナヤリット州                                                               | 14,854                               | VI              | 2010年にユネスコの生物圏保護区に指定された。 |        |
| 1182-008    | Islas Marias                                                     | ナヤリット州                                                               | 626,440                              | VI              | 2010年にユネスコの生物圏保護区に指定された。 |        |
| 1182-009    | イサベル島                                                       | ナヤリット州                                                               | 194                                  | II              | 2003年よりラムサール条約登録地。 |        |
| 1182-009    | Isla Isabel                                                      | ナヤリット州                                                               | ――                                   | II              | 2003年よりラムサール条約登録地。 |        |
| 1182-010bis | サン・ロレンソ群島                                               | バハ・カリフォルニア州                                                     | 8,806                                | II              | ラサ島は2006年よりラムサール条約登録地。 | 2007年 |
| 1182-010bis | Archipelago of San Lorenzo                                       | バハ・カリフォルニア州                                                     | 49,637                               | II              | ラサ島は2006年よりラムサール条約登録地。 | 2007年 |
| 1182-011bis | マリエタス諸島                                                   | ナヤリット州                                                               | 79                                   | II              | 2004年よりラムサール条約登録地。2008年にユネスコの生物圏保護区に指定された。 | 2007年 |
| 1182-011bis | Islas Marietas                                                   | ナヤリット州                                                               | 1,304                                | II              | 2004年よりラムサール条約登録地。2008年にユネスコの生物圏保護区に指定された。 | 2007年 |
| 1182-012ter | バランドラ生態系保全・入会地                                     | バハ・カリフォルニア・スル州                                               | 1,197                                |                 | 2008年よりラムサール条約登録地。 | 2011年 |
| 1182-012ter | Balandra Zone of Ecological Conservation and Community Interest  | バハ・カリフォルニア・スル州                                               | ――                                   |                 | 2008年よりラムサール条約登録地。 | 2011年 |

## 登録基準
この世界遺産は世界遺産登録基準のうち、以下の条件を満たし、登録された（以下の基準は世界遺産センター公表の登録基準からの翻訳、引用である）。
- (7) ひときわすぐれた自然美及び美的な重要性をもつ最高の自然現象または地域を含むもの。
  - この基準の適用理由は、「この連続性のある資産は、表面上は荒涼とした起伏のある島々、海岸砂漠、そしてそれらを囲む紺碧の水域からの輝ける反射の、劇的なコントラストのある瞠目すべき景観美に属している」[30]等とされている。

- (9) 陸上、淡水、沿岸および海洋生態系と動植物群集の進化と発達において進行しつつある重要な生態学的、生物学的プロセスを示す顕著な見本であるもの。
  - 独特の生態系の形成にとって重要なのは、この範囲に含まれる244の島々に大陸島と海洋島が併存している点である。そのことによって形成される生態系は、海洋学的にも重要なものと見なされている[5]。

- (10) 生物多様性の本来的保全にとって、もっとも重要かつ意義深い自然生息地を含んでいるもの。これには科学上または保全上の観点から、すぐれて普遍的価値を持つ絶滅の恐れのある種の生息地などが含まれる。
  - この資産の範囲内で確認されているのは、700種の維管束植物（世界で最も高いサボテンのブリンチュウ（英語版）、ベンケイチュウなど[31]の多くの種類の多肉植物を含む）、約900種の魚類（ブラックシーバス（英語版）、トトアバ（英語版）、ウバザメなどを含む。1割程度が固有種）、115種の爬虫類（約半数が固有種）、154種の陸鳥などである[1][32]。また、世界中の海生哺乳類の約4割（カリフォルニアアシカ、コガシラネズミイルカ、シロナガスクジラ、ナガスクジラ、マッコウクジラなど）および多くの海鳥（オグロカモメ（英語版）、アオアシカツオドリ、アメリカクロウミツバメ（英語版）など）も見られる[1][7][5]。

## 危機遺産

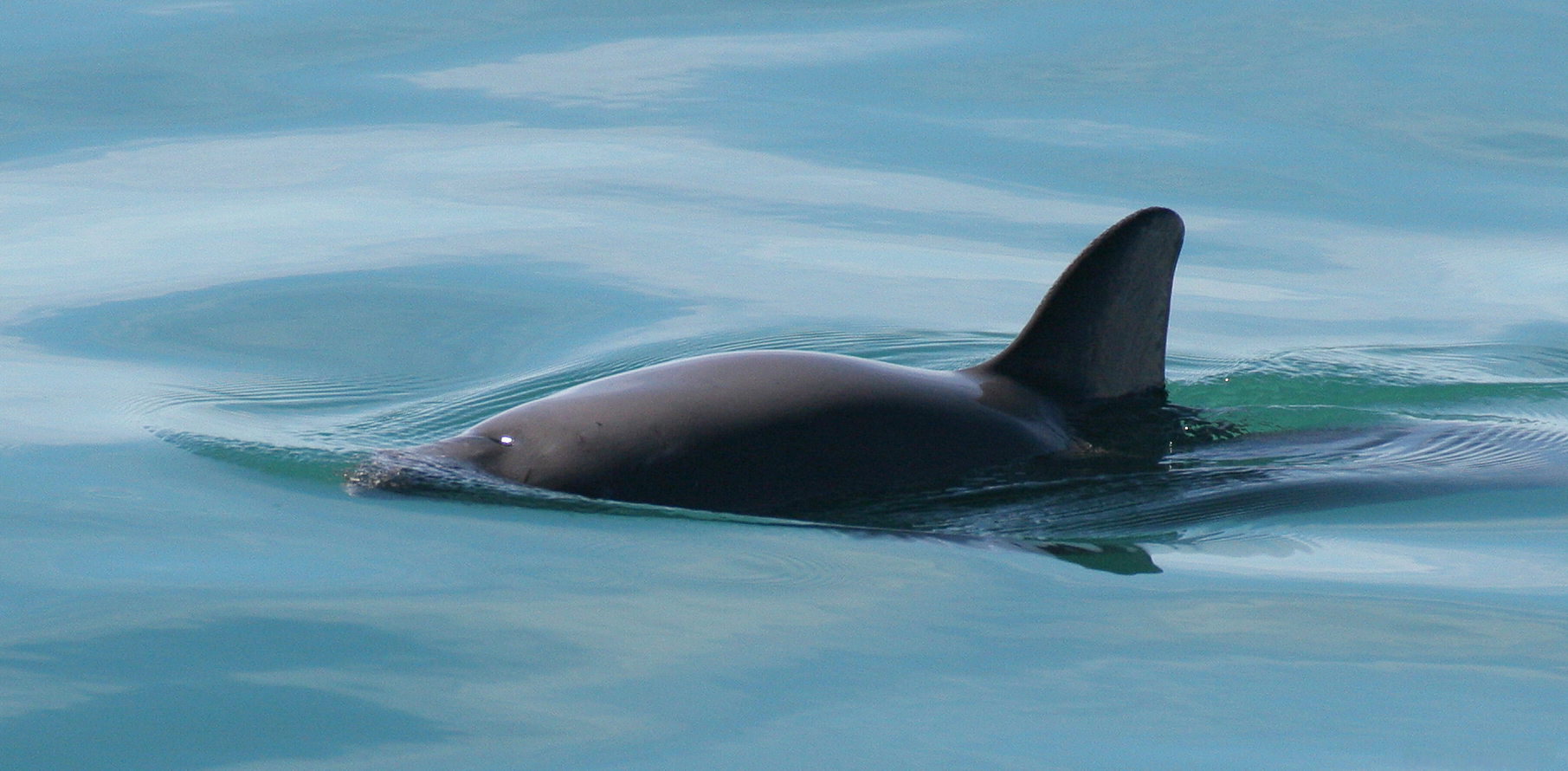
コガシラネズミイルカ

この資産は、カリフォルニア湾の固有種であるコガシラネズミイルカ絶滅の恐れを理由として、第43回世界遺産委員会で危機遺産リストに記載された。